# Roman Padlewski

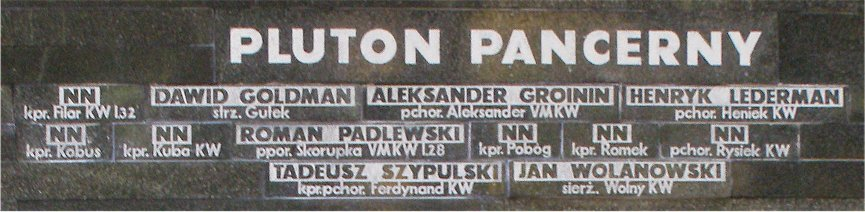
Na Cmentarzu Wojskowym na Powązkach w Warszawie – fragment ściany z nazwiskami poległych z plutonu pancernego

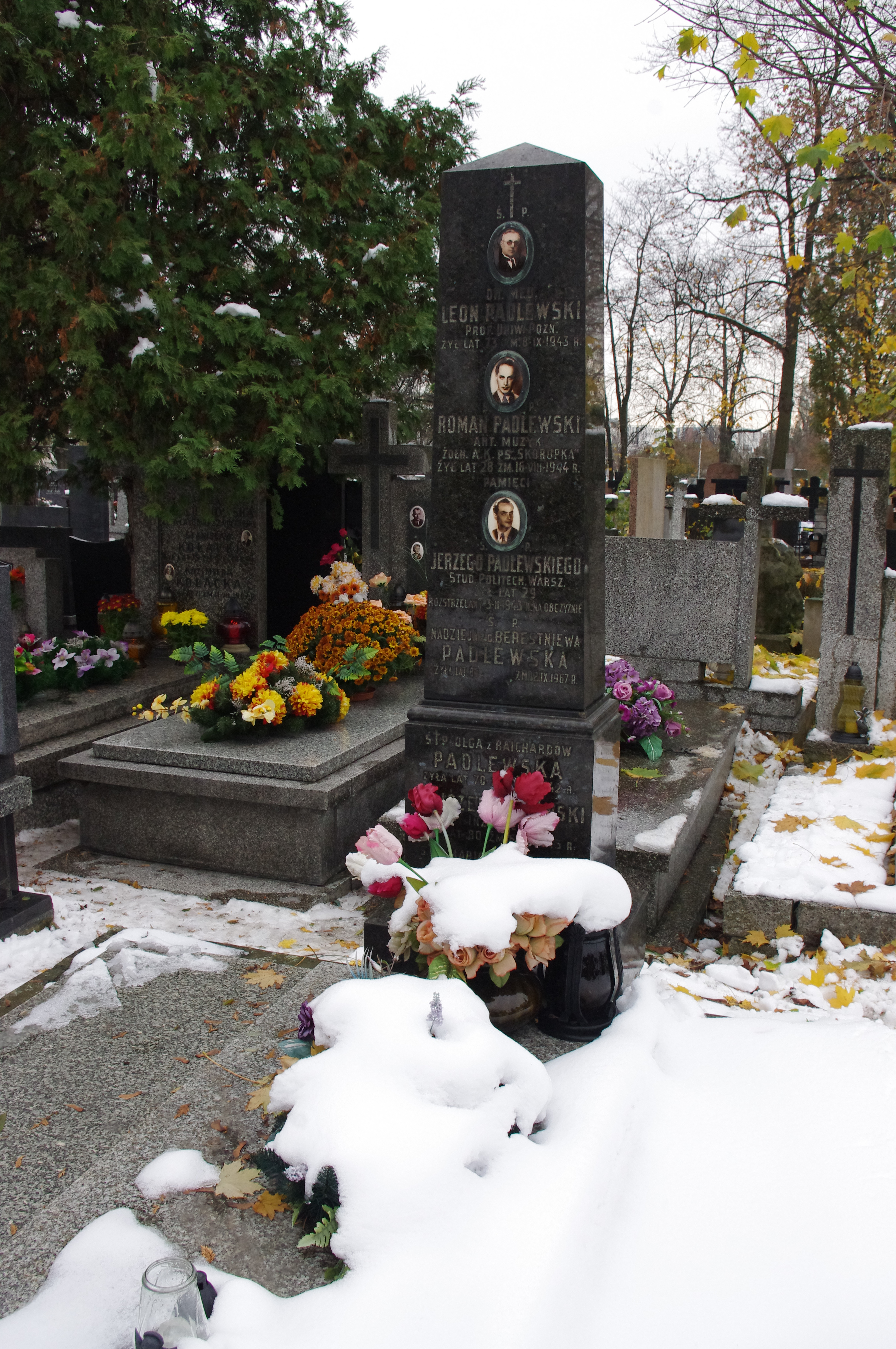
Grób Romana Padlewskiego na cmentarzu w Wilanowie w Warszawie

Roman Padlewski ps. Skorupka, Kasztan (ur. 24 września?/7 października 1915 w Moskwie, zm. 16 sierpnia 1944 w Warszawie) – polski kompozytor, pianista, muzykolog, skrzypek, dyrygent, krytyk muzyczny, podporucznik Wojska Polskiego i powstaniec warszawski.

## Życiorys
Był synem pianistki Nadziei Beresteniew-Padlewskiej i profesora Leona Juliana Padlewskiego. Uczył się w klasie skrzypiec u Zdzisława Jahnke i kompozycji u Tadeusza Szeligowskiego i Wiechowicza w Państwowym Konserwatorium Muzycznym w Poznaniu. Następnie studiował muzykologię na Uniwersytecie Poznańskim. W 1937 ukończył Wołyńską Szkołę Artylerii w stopniu podchorążego. Walczył w wojnie obronnej 1939, także w obronie Warszawy. 
Podczas okupacji niemieckiej działał w Tajnym Związku Muzyków. Uczestniczył w powstaniu warszawskim jako żołnierz Brygady Dywersyjnej „Broda 53" (zgrupowanie „Radosław”) pod pseudonimami „Skorupka” i „Kasztan”. Zmarł w szpitalu powstańczym 16 sierpnia na Starym Mieście po tym, jak 14 sierpnia na Muranowie, próbując zneutralizować goliata, został ciężko ranny. Odznaczony Krzyżem Walecznych i Orderem Virtuti Militari.
Część jego kompozycji uległa zniszczeniu podczas działań wojennych. W 1995 powstał film biograficzny o Romanie Padlewskim.

## Ważniejsze zachowane kompozycje
- 1933 – Trzy pieśni do sł. Artura Marii Swinarskiego; zachowały się 1. Ryngraf i 2. Śmierć św. Sebastiana)
- 1938 – Pieśń do słów Jana Lechonia: Pytasz, co w mojem życiu...
- 1939 – Stabat Mater na chór mieszany a cappella – ostatni utwór Padlewskiego napisany przed wojną, zgodnie uważany za najbardziej dojrzały utwór kompozytora.
- Dwa motety na chór żeński lub chłopięcy do anonimowych tekstów z XVI wieku:
  1. O Anielska Pani
  2. Radości wam powiedam
- 1941 – Sonata per violino solo
- 1941 – Suita na skrzypce i fortepian, nieukończona
- 1940–1942 – II Kwartet smyczkowy
- 1942 – Suita kurpiowska na skrzypce i fortepian – opracowanie 4 pieśni op. 58 Karola Szymanowskiego

Spośród zaginionych kompozycji należy wymienić I i III kwartet smyczkowy oraz Koncert skrzypcowy z 1944 roku.